# Johnny Wakelin
Johnny Wakelin (* 1939 in Brighton/Sussex) ist ein britischer Sänger.

## Leben
Wakelin schrieb bereits als Jugendlicher seine ersten Songs. Nachdem er bei einem Motorradunfall ein Bein verloren hatte, war er unsicher, ob er eine professionelle Karriere verfolgen könnte. Zunächst trat Wakelin erfolglos in seiner Heimatstadt in Clubs auf. Entdeckt wurde er daraufhin vom Produzenten Robin Blanchflower, der Carl Douglas mit Kung Fu Fighting an die Spitze der britischen Hitparade gebracht hatte. Nach dem Boxkampf „Rumble in the Jungle“  schrieb Wakelin als Hommage an den Sieger und Boxchampion Muhammad Ali im Januar 1975 das Lied Black Superman (Muhammad Ali), das in die Charts kam. Ein noch größerer Erfolg wurde 1976 der Titel In Zaire, der europaweit in den Hitparaden vertreten war. Das Lied behandelt den Boxkampf Ali/Foreman „Rumble in the Jungle“.
Den Hit In Zaire brachte Wakelin erfolgreich in überarbeiteten Versionen wieder heraus. Er blieb auch als Songschreiber aktiv und trat unter anderem als Gastsänger bei James Last auf. Ende 2008 erschien die CD Truckers Finest–Bikers Best, Singer J.R. Leonard. Am 11. Juni 2009 erschien die Biographie Long Time Running.
Johnny Wakelin bestreitet jährlich rund 150 Clubgigs. Mit Louis Foster und Ian Dunnet arbeitete er am WIF-Project (World in Freedom). Der Großteil der Erlöse soll an Hilfseinrichtungen zur Unterstützung des Weltfriedens gehen.

### In Africa
In Africa heißt die 2012 erschienene CD vom WIF-Project feat. Johnny Wakelin. Die Lyrics behandeln kritisch die systematische Zerstörung der Erde und das Leid der armen Weltbevölkerung. Musikalisch bewegt sich das Album in einer Mischung aus Reggae, Afro-Rock-Rhythmen, kombiniert mit Mainstream Rock und R & B. Die Lieder sind das Ergebnis der Zusammenarbeit mit den Musikern Iain Dunnet, Dan O’Loughlain und Louis Foster dem World-in-Freedom-Project, aufgenommen in Iains Studio in Brittany und Louis Studio in Seltz, Frankreich. Die CD ist ein Charity-Projekt, die Reinerlöse aus den Downloads und den CD-Verkäufen wurden für Ärzte ohne Grenzen gespendet.

## Diskografie
| - 1976: In Zaire (alternativer Albumtitel: Reggae Soul & Rock ’n’ Roll) - 1977: African Man - 1978: Double Trouble - 1978: Golden Hour Of … - 1978: The Best of Johnny Wakelin - 1979: Star Discothek - 1984: Gems from the Pen - 1996: Rock ’n’ Country Blues - 1997: From Ali to the Naz - 2005: Sway with Me - 2005: In Africa - 2006: Right Before My Eyes - 2012: In Africa - 2016: Best Of 40 Years | - 1974: Black Superman (Muhammad Ali) / Bang The Drum (& The Kinshasa Band) - 1975: Tennessee Hero (Elvis) - 1975: Cream Puff - 1976: Reggae, Soul & Rock ’n’ Roll - 1976: In Zaire - 1976: Africa Man - 1977: Dr. Frankenstein’s Disco Party - 1978: Afro Afrique - 1979: Lay Down and Rock Me - 1980: In Zaire / Black Superman (Muhammad Ali) - 1986: Bruno - 2006: Ali-Revisited 2006 (EP) - 2007: No Smoking - 2013: Pebble On The Beach |